# Pearson Language Tests
Pour les articles homonymes, voir Pearson.
Pearson Language Tests fait partie du groupe Pearson qui est coté en bourse de Londres et Nyse,) est une compagnie internationale de médias et de l'education, dont les autres entreprises incluent le groupe du Financial Times, la scolarité Pearson (Pearson Education), et le Penguin Group.
Pearson Language Tests développe des tests et examens pour évaluer et accréditer le niveau des apprenants en anglais langue étrangère, tels que PTE General (London Tests of English) et PTE Young Learners (London Tests of English for Children) 
Pearson lance en octobre 2009 un nouveau test d’anglais, le ‘Pearson Test of English Academic’ (PTE Academic)  pour les étudiants d’enseignement supérieur et offert en collaboration avec le ‘Graduate Management Admission Council’ (GMAC). 
Le PTE Academic sera sur format informatisé (CBT ou Computer Based Test) évaluant les quatre compétences, c’est-à-dire la compréhension et l’expression de l’écrit et de l’oral.  Il sera administré par les centres de Pearson VUE, la division des tests électroniques de  Pearson. Pearson VUE administre aussi les GMAT à travers le monde.
GMAC possède le Graduate Management Admission Test (GMAT), un test standardisé permettant de mesurer des compétences jugées importantes pour l'étude du management dans une logique d'une poursuite d'étude à l'international en Master of Business Administration (MBA).